# Stelvio Rosi
Pour les articles homonymes, voir Rosi.
Stelvio Rosi, né le 1er août 1938 à Rome (Latium en Italie) et mort le 19 décembre 2018 à Rio de Janeiro (État de Rio de Janeiro au Brésil), est un acteur et producteur de cinéma italien naturalisé brésilien.

## Biographie
Rosi a fait une apparition à l'âge de quatre ans en tant qu'enfant acteur dans Oui madame de Ferdinando Maria Poggioli ; il est à nouveau venu au cinéma au début des années 1960 et a d'abord été utilisé presque exclusivement dans des comédies pour jeunes et des musicarelli insouciants. Rosi était alors considéré comme l'un des espoirs les plus prometteurs du cinéma italien, au-delà de son statut de beau gosse blondinet. Sa popularité dans ces films, où il interprétait le plus souvent le deuxième ou le troisième rôle masculin aux côtés d'Ettore Manni, Ennio Girolami ou Antonio Cifariello, l'a cependant empêché de jouer dans des films plus ambitieux, à l'exception de son apparition en tant qu'officier de la grande scène de bal dans Le Guépard de Luchino Visconti et de son interprétation plus substantielle dans Elle est terrible de Luciano Salce l'année suivante, en 1964.
À partir de 1968, il change d'image et de nom et apparaît sous le pseudo de Stan Cooper dans les rôles principaux de films de genres, souvent d'aventure ou de guerre, en particulier sous la direction de José Luis Merino. En 1973, il disparaît du cinéma italien et s'installe en Amérique latine, où il acquiert notamment la nationalité brésilienne et devient producteur de vidéos et de films.
En 1990, il coproduit avec Galliano Juso le film italo-brésilien Dançando Lambada avec Carlinhos de Jesus (pt) et Via Negromonte (pt).
Il est décédé le 19 décembre 2018 à Rio de Janeiro,.

## Filmographie

### Acteur
- 1961 : Gli attendenti de Giorgio Bianchi
- 1962 : Jeunes Gens au soleil (Diciottenni al sole) de Camillo Mastrocinque
- 1962 : Elle est terrible (La voglia matta) de Luciano Salce
- 1963 : Le Jour le plus court (Il giorno più corto) de Sergio Corbucci
- 1963 : Gli onorevoli de Sergio Corbucci
- 1963 : Le Guépard (Il Gattopardo) de Luchino Visconti
- 1964 : À genoux devant toi (In ginocchio da te) d'Ettore Maria Fizzarotti
- 1964 : Che fine ha fatto Totò Baby? d'Ottavio Alessi
- 1964 : Un cœur plein et les poches vides (...e la donna creò l'uomo) de Camillo Mastrocinque
- 1964 : Chansons, Fanfarons et Jeunes Poupées (Canzoni, bulli e pupe) de Carlo Infascelli
- 1965 : Se non avessi più te d'Ettore Maria Fizzarotti
- 1965 : Non son degno di te d'Ettore Maria Fizzarotti
- 1965 : Soldati e caporali (it) de Mario Amendola
- 1965 : La violenza e l'amore (it) d'Adimaro Sala (it)
- 1967 : Stasera mi butto (it) d'Ettore Maria Fizzarotti
- 1968 : Colpo sensazionale al servizio del Sifar (it) de José Luis Merino
- 1969 : Pensiero d'amore (it) de Mario Amendola
- 1969 : Il suo nome è Donna Rosa (it) d'Ettore Maria Fizzarotti
- 1969 : La Patrouille des sept damnés (Comando al infierno) de José Luis Merino
- 1969 : Lisa dagli occhi blu (it) de Bruno Corbucci
- 1969 : Panzer division (it) (La battaglia dell'ultimo panzer) de José Luis Merino
- 1969 : Zum Zum Zum 2 (it) de Bruno Corbucci
- 1969 : Les Conspirateurs (Nell'anno del Signore) de Luigi Magni
- 1969 : Strada senza uscita de Gaetano Palmieri
- 1969 : Franco e Ciccio sul sentiero di guerra (it) d'Aldo Grimaldi
- 1970 : Mezzanotte d'amore (it) d'Ettore Maria Fizzarotti
- 1970 : Des dollars pour McGregor (La muerte busca un hombre) de José Luis Merino : Ross Steward
- 1971 : Quelque chose rampe dans la nuit (Qualcosa striscia nel buio) de Mario Colucci
- 1971 : Cinq pour l'or de Los Quadros (Monta in sella figlio di...!) de Tonino Ricci
- 1971 : Venga a fare il soldato da noi (it) d'Ettore Maria Fizzarotti
- 1972 : La rebelión de los bucaneros (it) de José Luis Merino
- 1972 : Sacramento (Sei iellato, amico hai incontrato Sacramento) de Giorgio Cristallini
- 1972 : Planque-toi minable, Trinita arrive (Scansati... a Trinità arriva Eldorado) de Joe D'Amato
- 1973 : Li chiamavano i tre moschettieri... invece erano quattro de Silvio Amadio
- 1973 : Les Aventures amoureuses de Scaramouche (Da Scaramouche or se vuoi l'assoluzione baciar devi sto... cordone!) de Gianfranco Baldanello
- 1973 : Les Orgies macabres (L'orgia dei morti) de José Luis Merino

### Producteur
- 1990 : Dançando Lambada de Giandomenico Curi (de)
- 1997 : Anaconda, le prédateur (Anaconda) de Luis Llosa